# Medalha de prata

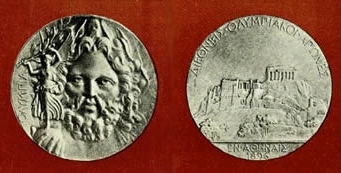
Uma medalha de prata dos jogos olímpicos de 1896

A medalha de prata é uma medalha costumeiramente entregue aos participantes que terminam suas provas em segundo lugar em competições atléticas como os Jogos Olímpicos, os Jogos Panamericanos, entre outros.
Até 1904 eram entregues somente a medalha de prata e de ouro. Após os Jogos Olímpicos de Verão de 1904, disputados na cidade norte-americana de St. Louis, foi criada a medalha de bronze.